# Eurytela narinda
Eurytela narinda är en fjärilsart som beskrevs av Ward. Eurytela narinda ingår i släktet Eurytela och familjen praktfjärilar. Inga underarter finns listade i Catalogue of Life.